# Marcel Laros
Marcel Laros es un deportista neerlandés que compitió en duatlón. Ganó una medalla de plata en el Campeonato Mundial de Duatlón de 2001.

## Palmarés internacional
| Campeonato Mundial | Campeonato Mundial | Campeonato Mundial | Campeonato Mundial |
| Año                | Lugar              | Medalla            | Prueba             |
| ------------------ | ------------------ | ------------------ | ------------------ |
| 2001               | Rímini (Italia)    | Medalla de plata   | Individual         |